# Den stora fördoldheten

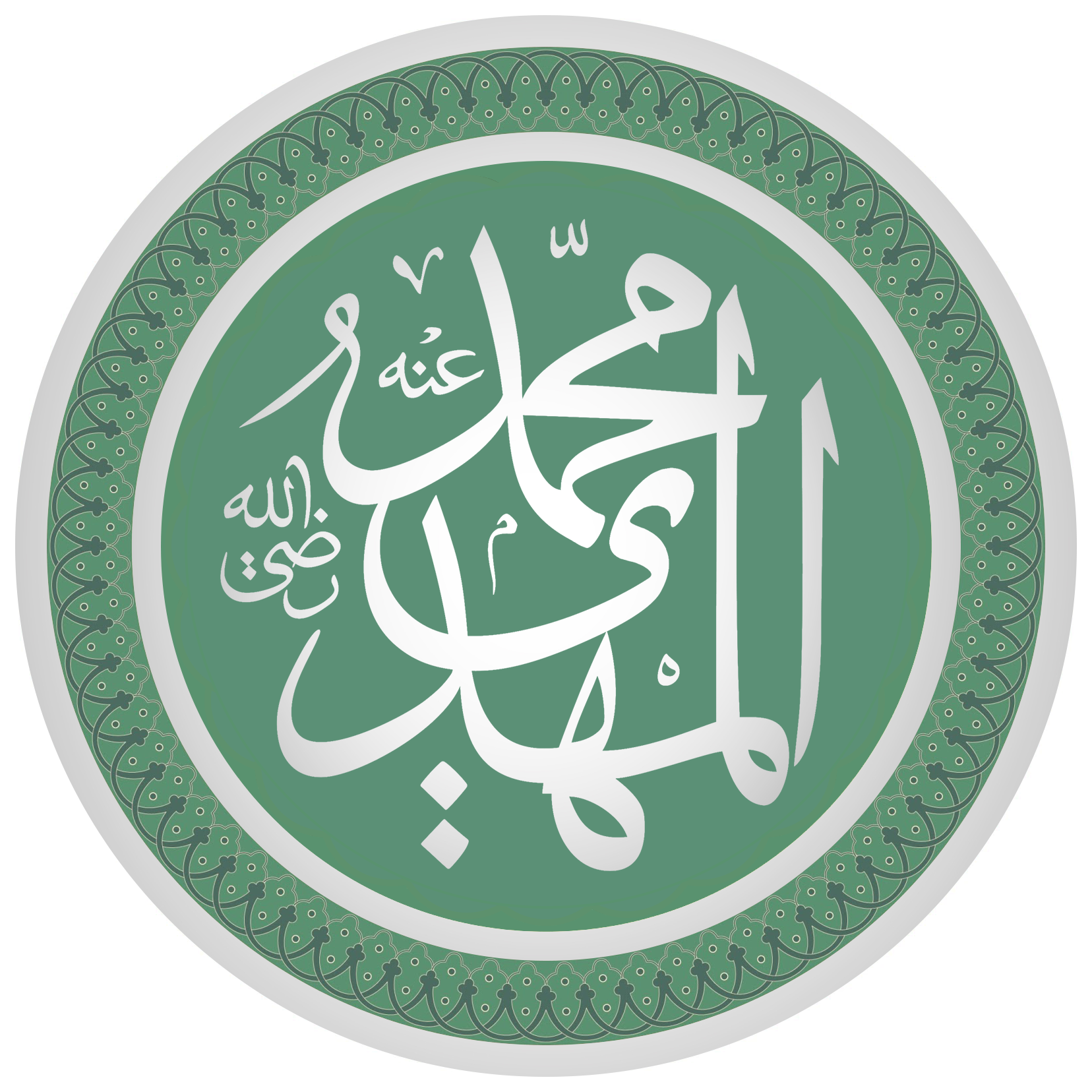
Kalligrafi av imam Mahdis namn på arabiska.

Den stora fördoldheten (arabiska: ٱلْغَيْبَة ٱلْكُبْرَىٰ, al-Ghaybah al-Kubrā) är ett uttryck för en period som de shiamuslimska imamiterna anser började fr.o.m. år 329 AH (941 e.Kr.) då den tolfte imamen Mahdi var 74 år gammal och kommer att vara ända tills han visar sig för världen. Under denna period har imamen generella representanter som ska uppfylla speciella kriterier, som att vara lärd och expert i religionen.